# Phytophthora erythroseptica
Espèce
Phytophthora erythroseptica est un organisme phytopathogène de la classe des oomycètes, qui est notamment la cause de la pourriture rose des tubercules de pommes de terre, dont il affecte aussi le feuillage. Il infecte également d'autres plantes, dont les tulipes, endommageant feuilles et bourgeons.

## Liste des variétés
Selon NCBI (4 nov. 2010) :
- variété Phytophthora erythroseptica var. pisi